# Estrada Parque Abastecimento e Armazenagem (DF-010)
A DF-010, também chamada Estrada Parque Abastecimento e Armazenagem (EPAA) é uma rodovia radial do Distrito Federal, no Brasil.
A EPAA liga o Eixo Monumental, perto do Palácio do Buriti, ao Setor de Abastecimento e Armazenagem Norte (SAAN). Em seu início ficam diversas repartições e serviços do governo distrital. Ela complementa a Estrada Parque Indústrias Gráficas (EPIG), que cumpre a mesma função ao sul.
É uma das estradas parque - tradução literal das vias americanas chamadas parkway - cuja ideia veio de Lúcio Costa para vias de trânsito rápido, sem interrupções e com uma paisagem bucólica, diferente das caóticas rodovias tradicionais, o que acabou se perdendo com o tempo. A EPTT, por exemplo, fica em meio a cidade.